# Conocephalum salebrosum
A Conocephalum salebrosum egy elterjedt, az északi féltekén gyakori májmoha, melyet nem régen fedeztek  fel és írtak le. Nagyon hasonlít a nedvesség kedvelő kúpos májmohára, de annál kisebb termetű, matt felszínű és szárazabb élőhelyeket kedvelő moha.

## Jellemzői
A Conocephalum salebrosum villásan elágazó, zöld, sötétzöld színű, 1 cm-nél nem szélesebb lebenyekből áll melyek legfeljebb 10 cm hosszúak. Felszíne matt, alig fényes. Megdörzsölve jellegzetesen erős terpentin szagú a növény a benne található illóolajok miatt, melyek a sejteken belül az ún. olajtestekben tárolódnak. A telep felszíne hatszögletű mezőkre van felosztva erőteljes barázdákkal. A kis mezők közepén a fehéres gázcserenyílások egy kidudorodás tetején vannak.
A kúpos mohához hasonlóan ez a faj is kétlaki. Mind az antheridium, mind az archegonium a telepek végén találhatóak. A hímivarszervek barna színűek, lapos korong alakúak. A női ivarszervek hosszúkásak, merőlegesen felfelé nőnek ki a telepből. A 6-8 karéjú spóratok egy zöldes száron fejlődik ki. A spórák 70 mikrométer átmérőjűek. Hasonló faj a csillagos májmoha, de azon csésze alakú rügykosarak találhatóak, a kúpos májmohán azonban nincsenek rügykosarak. Ivartalanul a telepek szélén lévő letöredező hajtásdarabokkal képes szaporodni.

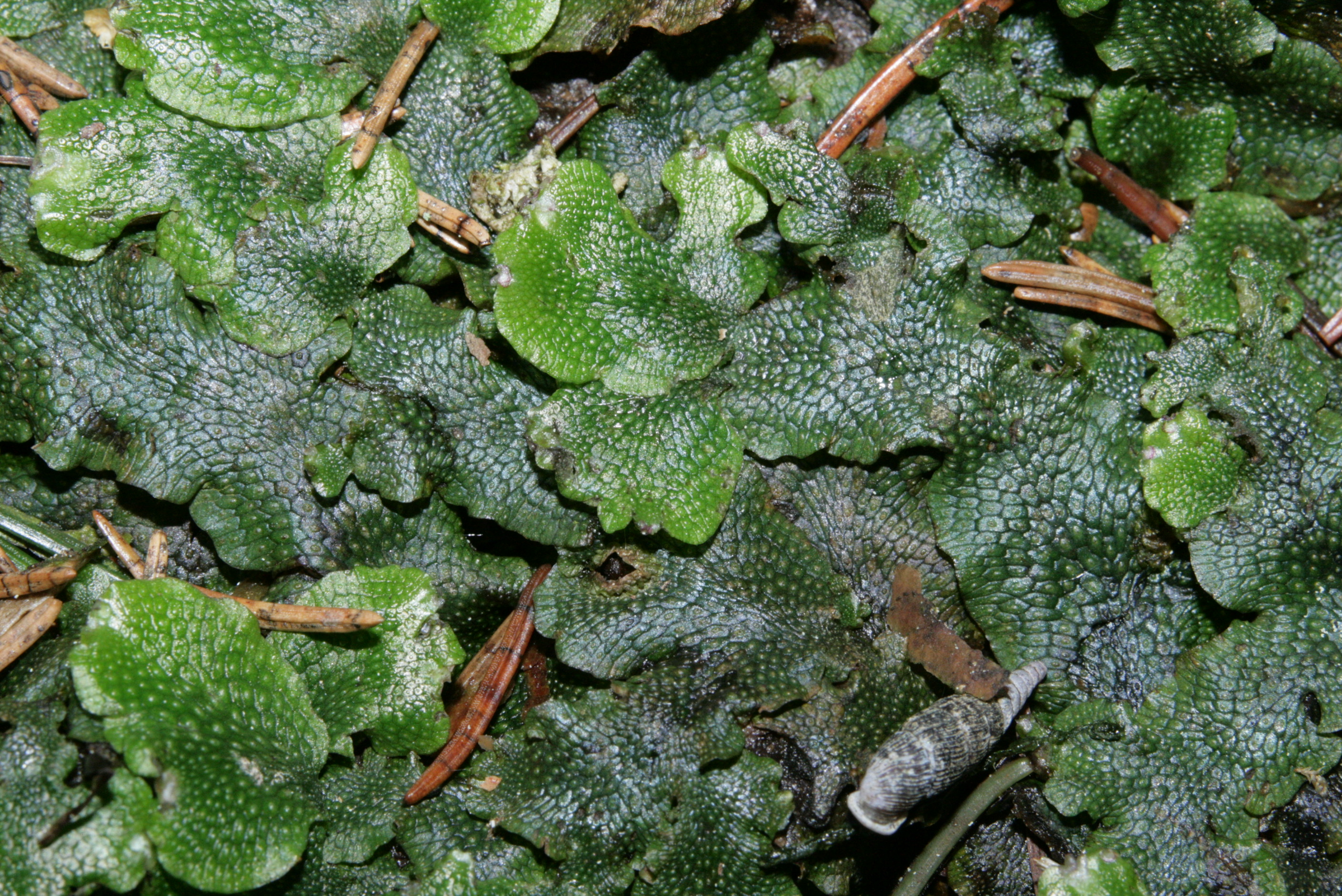
Habituskép
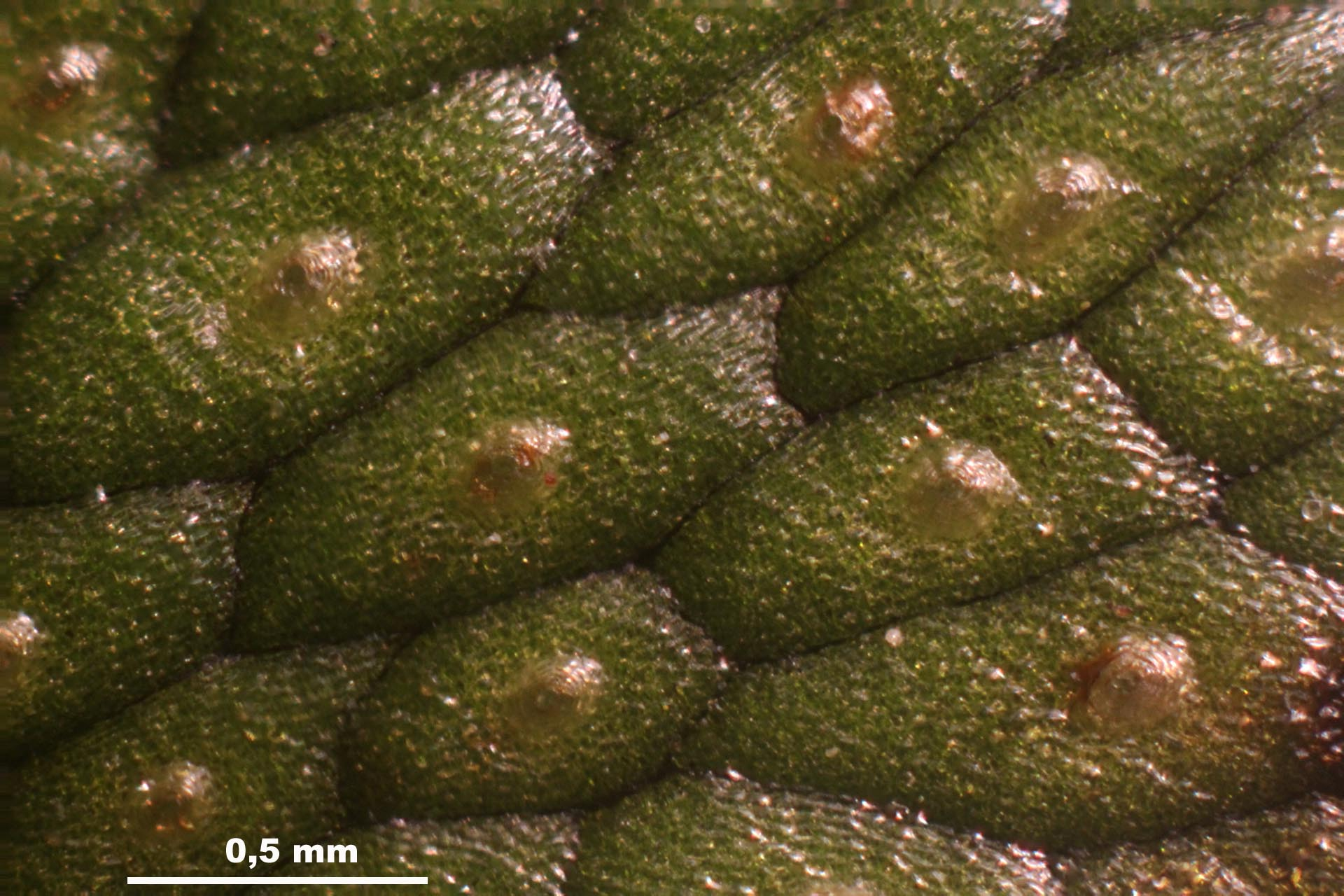
A telep felszíne gázcserenyílásokkal
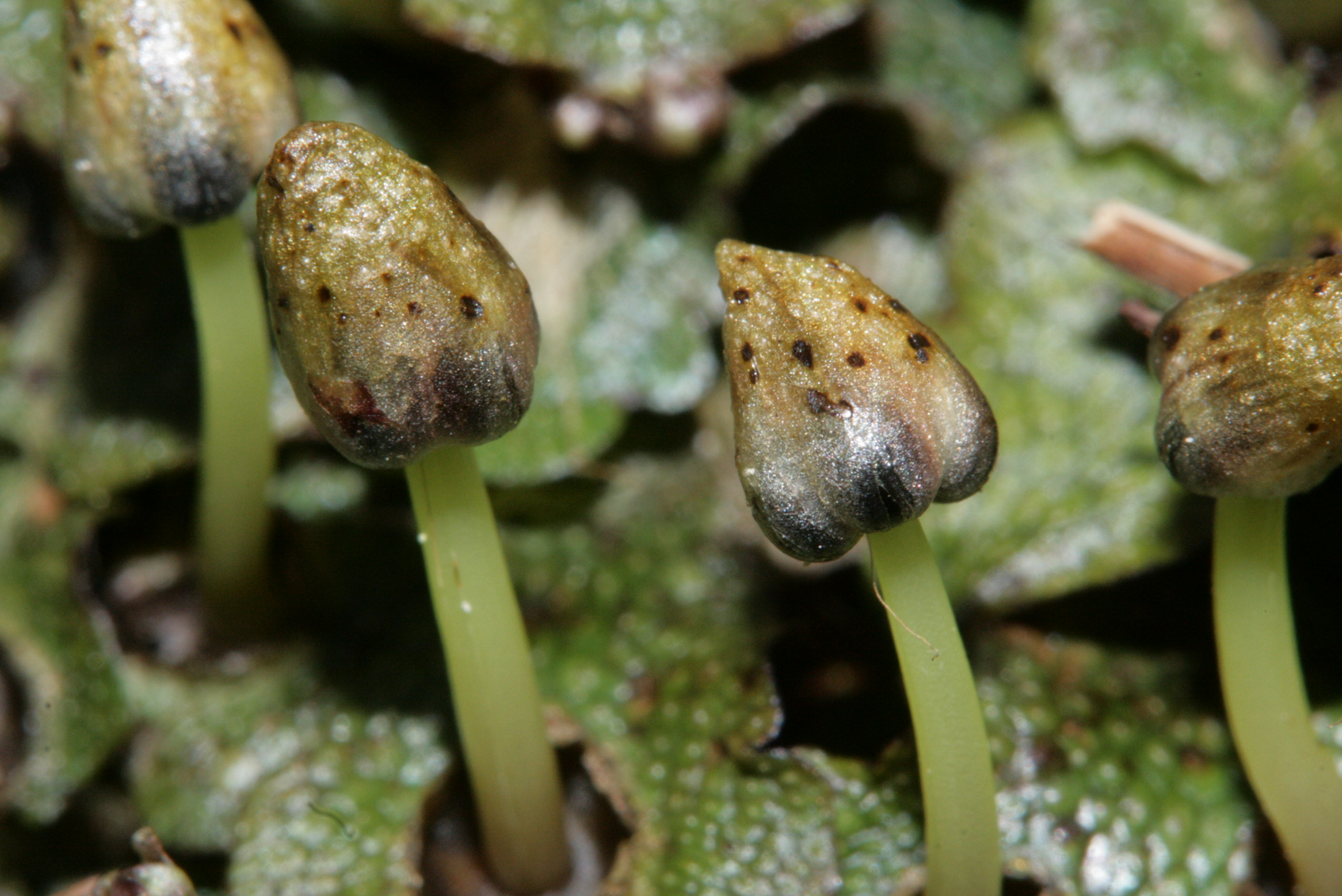
Telepek spóratokokkal

## Élőhelye, elterjedése
A Conocephalum salebrosum az árnyékos élőhelyeket kedveli. Elsősorban az erdőkben, patakok mentén köveken, sziklákon fejlődik, nagyon ritkán talajon. A meszes aljzaton is megél, mészkedvelő faj. A kúpos májmohánál jobban tűri a kiszáradást.
Megtalálható a Földön az egész északi féltekén (holoarcticus faj). Európában, Kelet Ázsiában, Észak-Amerikában megtalálható. Magyarországon is gyakori a hegyvidéki erdőkben, szubalpin zónákban. Hazai vörös listás besorolása: nem veszélyeztetett (LC).

## Hasonló fajok
Csillagos májmoha - A telep felszínén rügykosarak találhatóak.

Kúpos májmoha - Nagyobb termetű, 1 cm-nél szélesebbek a lebenyek, a telep felszíne fényesebb. A pórusok körüli barázdák kevésbé mélyek. A C. salebrosum-nál jobban nedvesség kedvelő.